# Мендес, Себастьян
Себастьян Ариэль Мендес Пардиньяс (исп. Sebastián Ariel Méndez; род. 4 июля 1977[…], Париж) — аргентинский футболист и футбольный тренер. Играл на позиции центрального защитника.
Как игрок выигрывал чемпионат Аргентины со всеми тремя клубами, за которые выступал на родине. Также играл в Испании.

## Игровая карьера
Уроженец Буэнос-Айреса, Мендес начинал карьеру в клубе «Велес Сарсфилд». Он впервые дебютировал на топ-уровне 24 июля 1994 года против «Депортиво Эспаньол» в возрасте всего 17 лет. Во время его пребывания в клубе «Велес Сарсфилд» переживал свой самый продолжительный период успехов, став трижды чемпионом лиги и победив в пяти других международных турнирах. Мендес был бесспорным игроком основного состава команды в последние шесть лет пребывания в клубе.
В январе 2002 года Мендес переехал в Испанию, чтобы играть за «Сельту» в Ла Лиге, во время расцвета галисийской команды. За 4,5 года он провёл крайне мало игр (максимум 16 игр в сезоне 2004/05 на втором уровне). Всего за «Сельту» он сыграл 69 игр в разных соревнованиях.
В 2006 году Мендес вернулся в свою страну, перейдя в «Сан-Лоренсо де Альмагро» и сумев помочь ему выиграть Клаусуру 2007, четвёртый титул клуба в лиге. Тем не менее в течение 2008 года он принял участие лишь в нескольких матчах, в основном из-за постоянных травм. После этого он перешёл в «Банфилд» перед сезоном 2009/10 и был ключевым членом команды, выигравшей Апертуру 2009, появившись во всех 19 матчах.
13 декабря 2009 года команда отпраздновала свой первый успех на топ-уровне. Вскоре после этого Мендес объявил о своём уходе из футбола в возрасте 32 лет.

## Тренерская карьера
4 апреля 2010 Мендес вернулся в «Сан-Лоренсо» в качестве и. о. главного тренера после отставки Диего Симеоне. 21 декабря был его первым рабочим днём в другой своей бывшей команде «Банфилд», где он заменил Хулио Сесара Фальсьони.

## Достижения
Велес Сарсфилд
- Чемпион Аргентины: Ап. 1995, Кл. 1996, Кл. 1998
- Обладатель Кубка Либертадорес: 1994
- Обладатель Межконтинентального кубка: 1994
- Обладатель Межамериканского кубка: 1995
- Обладатель Южноамериканского кубка: 1996
- Обладатель Рекопы: 1997

Сан-Лоренсо
- Чемпион Аргентины: Кл. 2007

Банфилд
- Чемпион Аргентины: Ап. 2009